# Virtuele luchtvaartmaatschappij (hobby)
Een virtuele luchtvaartmaatschappij, ook wel tot VA afgekort, is een organisatie die met behulp van een vluchtsimulator een luchtvaartmaatschappij nabootst. De meeste VA's hebben een website op het internet, lijkende op die van de echte maatschappij.

## Geschiedenis en organisatie
De eerste virtuele luchtvaartmaatschappijen werden opgericht aan het begin van de internet-hype in de jaren negentig. Hierdoor zijn de oudste VA's al meer dan 15 jaar actief. VA's zijn over het algemeen non-profitorganisaties, maar sommige proberen wel de organisatiestructuur van een bestaande maatschappij te dupliceren. Zij moeten hiervoor dan ook toestemming van de echte luchtvaartmaatschappij verkrijgen om te mogen opereren.
Piloten die voor een VA vliegen moeten een flightsim hebben geïnstalleerd en verbinding met internet hebben. Gewoonlijk worden de gevlogen uren per piloot bijgehouden door de website van de VA. Sommige VA's hebben zelfs een eigen log systeem met administratieve functies die het virtuele leven van de VA financieel bevorderd.
Piloten kunnen online vliegen via netwerken zoals VATSIM en IVAO. Gedurende de verbinding kan een piloot andere piloten zien, luisteren naar en reageren op de luchtverkeersleiding en huidige weersomstandigheden meemaken. De meeste VA's organiseren evenementen waar piloten tegelijk met honderden collega's kunnen vliegen.